# Gregorio Di Leo

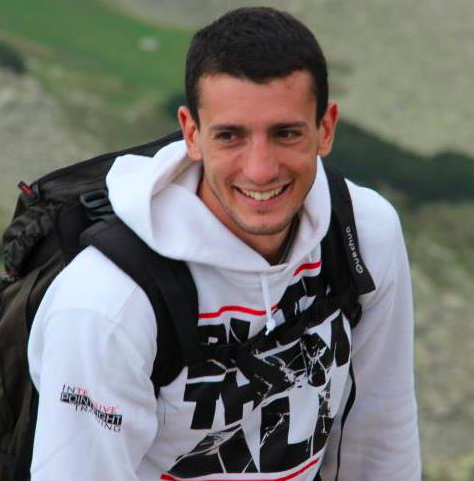
Gregorio Di Leo.

Gregorio "Grillo" Di Leo, född den 12 juli 1983 i Palermo, är en professionell kickboxare från Italien. Han har representerat Italien i landslaget.
Grillo har blivit världsmästare fyra gånger (2003, 2005, 2007, 2009) och europeisk mäster två gånger (2004 och 2005) inom organisationen W.A.K.O (World Association of Kick Boxing Organizations) i klassen under 69 kg.

## Titlar
- Världsmästare i Paris 2003, W.A.K.O - 69 kg
- Världsmästare i Szeged 2005, W.A.K.O - 69 kg
- Världsmästare i Coimbra 2007, W.A.K.O. - 69 kg
- Europamästare i Maribor 2004, W.A.K.O - 69 kg
- Europamästare i Lissabon 2006, W.A.K.O - 69 kg
- Fyra gånger World Cup Piacenza, W.A.K.O - 69 kg
- Tre gånger World Cup Piacenza, W.A.K.O, lag
- Open Category World Cup Piacenza 2003 W.A.K.O
- Irish Open Dublin 2002 – 69 kg
- Italian Open 2004 W.A.K.O - 69 kg
- Golden Belt 2005,W.A.K.O - 69 kg
- Italiensk mästare fem gånger, W.A.K.O
- European Professionals Champion W.A.K.O - 69 kg
- Amerikick International, lagtävling, Atlantic City